# ميغيل أتينثا
ميغيل أتينثا (بالإسبانية: Miguel Atienza)‏ هو لاعب كرة قدم إسباني في مركز الوسط، ولد في 27 مايو 1999 في مدريد في إسبانيا. لعب مع نادي فوينلابرادا.

## وصلات خارجية
- ميغيل أتينثا على موقع قاعدة بيانات كرة القدم.إي يو (الإنجليزية)
- ميغيل أتينثا على موقع Soccerway.com (الإنجليزية)